# Gethin Jones
Gethin Wynne Jones (Perth, Australia, 13 de octubre de 1995) es un futbolista australiano que juega de defensa y milita en el Bolton Wanderers F. C. de la League One de Inglaterra.

## Trayectoria
Pese a que nació en Australia, Jones realizó toda su carrera en Inglaterra, jugando por clubes del ascenso de ese país. Además, es internacional con la Selección de Australia, con la cual participó en la Copa Asiática 2023.

## Clubes
| Club                           | País       | Año           |
| ------------------------------ | ---------- | ------------- |
| Plymouth Argyle F. C. (cedido) | Inglaterra | 2015          |
| Barnsley F. C.                 | Inglaterra | 2017          |
| Fleetwood Town F. C.           | Inglaterra | 2018-2019     |
| Mansfield Town F. C. (cedido)  | Inglaterra | 2019          |
| Carlisle United F. C.          | Inglaterra | 2019-2020     |
| Bolton Wanderers F. C.         | Inglaterra | 2020-presente |

## Palmarés

### Títulos nacionales
| Título     | Club                   | País       | Año  |
| ---------- | ---------------------- | ---------- | ---- |
| EFL Trophy | Bolton Wanderers F. C. | Inglaterra | 2023 |